# 燕莊公
燕莊公（？—前658年），中國春秋時期的燕國君主，燕桓侯之子。在位33年。 
莊公十二年（前679年），齊桓公開始稱霸。莊公十六年（前675年），與宋國、衛國共伐周惠王，惠王逃跑到溫。惠王弟頹立為周王。莊公二十七年（前664年），山戎侵燕，燕國向齊國求援，齊桓公救燕，大敗山戎部族，追擊至孤竹（今河北盧龍）。燕莊公為表示感謝，親自護送，不知不覺送進了齊國國土五十里，有違諸侯禮法，於是齊桓公奉送五十里地。築城名燕留（在今河北滄州境內）。莊公三十三年（周惠王十九年，前658年），莊公薨，子燕襄公即位。